# Peter Fink (Politiker, 19. Jahrhundert)
Peter Fink (* im 19. Jahrhundert in Seelbach; †  im 19. Jahrhundert ebenda) war ein deutscher Landwirt, Bürgermeister sowie Mitglied des Provinziallandtages der Provinz Hessen-Nassau.

## Leben
Peter Fink betrieb in seinem Heimatort Seelbach eine Landwirtschaft und war in den Jahren 1868/1869 und 1878/1879 Mitglied des Kreistages des Oberlahnkreises und des Bezirksrates des Amtes Runkel. Bevor er 1869 zum Bürgermeister in Seelbach gewählt wurde, war er bereits einige Jahre als stellvertretender Bürgermeister tätig. Er blieb bis 1876 im Amt des Bürgermeisters und war 1873 als Vertreter des Joseph Siebert Mitglied des Nassauischen Kommunallandtags des preußischen Regierungsbezirks Wiesbaden bzw. für den Provinziallandtag der Provinz Hessen-Nassau.